# Badland Hunters
Badland Hunters (Originaltitel: 황야 Hwangya ‚Wildnis‘) ist ein Endzeit-Action-Film des südkoreanischen Regisseurs und Martial-Arts-Choreografen Heo Myeong-haeng. In den Hauptrollen sind Ma Dong-seok, Lee Hee-joon, Lee Jun-young, und Roh Jeong-eui zu sehen. Es ist der zweite Film aus dem Concrete Universe, einem Franchise basierend auf dem Webtoon Yukwaehan Wangtta (유쾌한 왕따) von Kim Sungnyung. Damit spielt der Film in der gleichen Welt wie auch Concrete Utopia, allerdings handelt es sich um einen eigenständigen Film, der nicht direkt an die Handlung von Concrete Utopia anknüpft, sondern eine weitestgehend separate Handlung zu einem späteren Zeitpunkt erzählt.
Der Film startete am 26. Januar 2024 auf Netflix.

## Handlung
Nachdem ein heftiges Erdbeben Seoul in Schutt und Asche gelegt hat, verbleibt nur noch eine Ödnis. Jeder kämpft nun für sein eigenes Überleben.

## Produktion
Der Regisseur Heo Myeong-haeng arbeitete bei mehr als hundert Filmen als Stuntman, Choreograf für Kampfszenen und Martial Arts. Er hatte auch kleinere Rollen in ein paar Filmen. Badland Hunters ist seine erste Regiearbeit. Der CEO von Climax Studio, Byun Seung-min, bot ihm an, die Regie für Badland Hunters zu übernehmen. Nach der Zusammenarbeit mit Ma Dong-seok, sagte Ma zu Heo, er solle auch beim vierten Roundup-Film (auch Outlaws-Reihe genannt) die Regie übernehmen. Die Dreharbeiten zu Badland Hunters fanden vom 15. Februar bis 18. Mai 2022 statt.

## Besetzung und Synchronisation
Die deutschsprachige Synchronisation entstand nach dem Dialogbuch sowie unter der Dialogregie von Maximilian Hoffmann durch die Synchronfirma VSI Synchron in Berlin.
| Rolle                              | Schauspieler    | Synchronsprecher   |
| ---------------------------------- | --------------- | ------------------ |
| Nam-san                            | Ma Dong-seok    | Tilo Schmitz       |
| Yang Gi-su                         | Lee Hee-joon    | Gerrit Hamann      |
| Choi Ji-wan                        | Lee Jun-young   | Sebastian Kluckert |
| Han Su-na                          | Roh Jeong-eui   | Samina König       |
| Lee Eun-ho                         | Ahn Ji-hye      | Derya Flechtner    |
| Kwon Sang-sa                       | Park Ji-hoon    | Alexander Doering  |
| Lee Ju-ye                          | Lee Han-joo     | Saskia Glück       |
| Mutter von Lee Ju-ye               | Kim Young-sun   | Christin Marquitan |
| Yeon-su                            | Sung Byung-sook | Frauke Poolman     |
| Tiger                              | Park Hyo-joon   | Michael Iwannek    |
| Eunpaljji                          | Choi Dong-goo   | Konrad Bösherz     |
| Lehrerin                           | Jang Young-nam  | Daniela Hoffmann   |
| Frau, die an Yang Gi-su appelliert | Kim Young-ah    | Alice Bauer        |